# 1986 en Italie
Chronologie de l'Italie
- 1982
- 1983
- 1984
- 1985
- 1986
- 1987
- 1988
- 1989
- 1990

1984 en Europe - 1985 en Europe - 1986 en Europe - 1987 en Europe - 1988 en Europe

## Événements

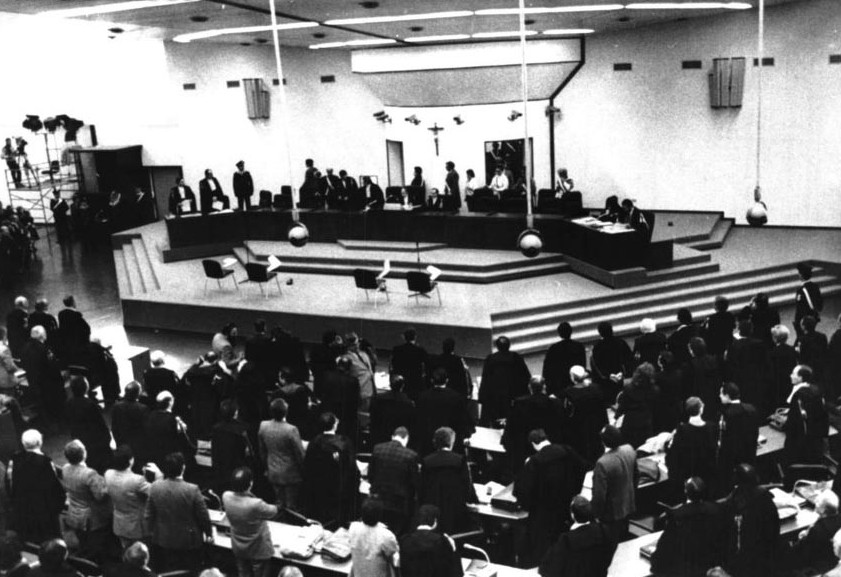
Maxi-procès de Palerme dans les bunker de la prison d'Ucciardone.

- 10 février : ouverture du procès de 475 mafiosi à Palerme (fin le 17 décembre 1987)[1],[2].
- 20 février : Silvio Berlusconi rachète le club de football Milan AC ; le même jour il lance La Cinq, chaîne de télévision généraliste privée en France[3].
- 1er mars : création de l’Agenzia per la promozione e lo sviluppo del Mezzogiorno, qui remplace la Cassa del Mezzogiorno[4].
- 17 mars : scandale du vin au méthanol produit par la firme Ciravegna de Narzole ; 23 décès sont confirmés[5].
- 18 mars : le tribunal de Milan condamne Michele Sindona à la réclusion à perpétuité comme instigateur de l'assassinat de Giorgio Ambrosoli. Il meurt le 22 mars, deux jours après avoir été empoisonné dans sa cellule[6].
- 22 mars : le Vatican publie une Instruction sur la liberté chrétienne et la libération (Libertatis Conscientia), où le recours des opprimés à la résistance n’est pas exclu[7].
- 13 avril : première visite d’un pape à la grande synagogue de Rome[8].
- 30 avril : l'Italie se connecte pour la première fois à Internet via le CNUCE à Pise[9].
- 1er mai, Tokyo : l’Italie est admise dans le directoire financier du « Groupe des Cinq »[10].
- 18 mai : encyclique Dominum et Vivificantem[11].
- 27 juin : démission du Président du Conseil Bettino Craxi à la suite du rejet de son projet de réforme fiscale par sa propre majorité[12].
- Juillet : les syndicats du secteur public signent avec leurs ministres un accord de renonciation aux grèves sauvages[13].
- 1er août : Bettino Craxi reforme un gouvernement, dont le terme est fixé à mars 1987 par accord écrit avec la Démocratie chrétienne (stafetta, passage du relais)[12].
- 7 novembre : Alfa Romeo est privatisée et vendue à Fiat[14].
- Novembre : une commission de magistrats se déplace à Rome pour y entendre trois ministres, dont Giulio Andreotti (Affaire étrangères), élu de Sicile, soupçonnés d’entretenir des liens avec la Mafia[15].
- 22 décembre : décret présidentiel n° 917 réglementant l'impôt sur le revenu des personnes physiques (Imposta sul Reddito delle Persone Fisiche, IRPEF)[16].

## Économie
- L’inflation chute à 6,1 % ; le chômage est supérieur à 10 %. La croissance économique se poursuit (2,8 %). Le PNB atteint 600 milliards de dollars. L’Italie est devenu la cinquième puissance industrielle du monde, avant la Grande-Bretagne.

## Culture

### Cinéma
- 20 juin : 31e cérémonie des David di Donatello.

#### Mostra de Venise
- Lion d'or d'honneur : Paolo et Vittorio Taviani
- Lion d'or : Le Rayon vert d'Éric Rohmer
- Coupe Volpi pour la meilleure interprétation féminine : Valeria Golino pour Storia d'amore de Francesco Maselli
- Coupe Volpi pour la meilleure interprétation masculine : Carlo Delle Piane pour Regalo di Natale de Pupi Avati

### Littérature

#### Livres parus en 1986
- Franco Ferrucci, Il mondo creato, Mondadori

#### Prix et récompenses
- Prix Strega : Maria Bellonci, Rinascimento privato (Mondadori)
- Prix Bagutta : Leonardo Sciascia, Cronachette, (Sellerio)
- Prix Campiello : Alberto Ongaro, La partita
- Prix Malaparte : Manuel Puig
- Prix Napoli : Raffaele La Capria, L’armonia perduta, (Mondadori)
- Prix Viareggio : Marisa Volpi, Il maestro della betulla

## Naissances en 1986
- 8 janvier : Valeria Cimoli, joueuse de volley-ball.
- 14 août : Leonardo Pinizzotto, coureur cycliste.

## Décès en 1986
- 1er août : Carlo Confalonieri, 93 ans, cardinal de la Curie romaine (° 25 juillet 1893).